# Samuel Hunter
Samuel Hunter (1835-1939) est un dessinateur de bandes dessinées et un caricaturiste canadien.

## Biographie
Hunter travailla au Grip, un journal satirique fondé par John Wilson Bengough en 1873. À partir de 1897, il travailla principalement pour des journaux de Toronto, soient le Toronto World, puis le Toronto Star. Il collabora également pour le Toronto Daily News.